# Doctor Miguel Silva
Doctor Miguel Silva är en ort i Mexiko.   Den ligger i kommunen Cuitzeo och delstaten Michoacán de Ocampo, i den centrala delen av landet, 220 km väster om huvudstaden Mexico City. Doctor Miguel Silva ligger 1 848 meter över havet och antalet invånare är 1 014.
Terrängen runt Doctor Miguel Silva är kuperad västerut, men österut är den platt. Runt Doctor Miguel Silva är det ganska tätbefolkat, med 166 invånare per kvadratkilometer. Närmaste större samhälle är Uriangato, 19,4 km norr om Doctor Miguel Silva. Trakten runt Doctor Miguel Silva består till största delen av jordbruksmark.